# Уорнър Брос Дискавъри
„Уорнър Брос Дискавъри“ (на английски: Warner Bros. Discovery) е американски международен масмедиен и развлекателен конгломерат със седалище в Ню Йорк, САЩ, създаден след отделянето на „Уорнърмедия“ от Ей Ти енд Ти и сливането му с „Дискавъри“ на 8 април 2022 г.
Компанията притежава девет бизнес единици, включително водещите филмови и телевизионни студия на „Уорнър Брос“, издателя на комикси „Ди Си Ентъртейнмънт“, „Хоум Бокс Офис“, „Ю Ес Нетуъркс“ (която включва по-голямата част от кабелните мрежи на своите предшественици, включително „Дискавъри“, „Скрипс Нетуъркс“, „Търнър Броудкастинг“ и „Уорнър“), Си Ен Ен, „Уорнър Брос Дискавъри Спортс“ (включваща „Мотор Тренд Груп“, „Ей Ти енд Ти СпортсНет“, „Ти Ен Ти Спортс“ и „Евроспорт“), „Глобал Стрийминг енд Интерактив Ентъртейнмънт“ (която включва стрийминг платформите „Дискавъри+“ и Ейч Би О Макс и издателя на видеоигри „Уорнър Брос Интерактив Ентъртейнмънт“) и „Уорнър Брос Дискавъри Интернешънъл“. Компанията притежава и миноритарен дял в The CW и мажоритарен във „Фууд Нетуърк“.

## История
„Уорнър Брос“, „Търнър Броудкастинг Систъм“, „Скрипс Нетуъркс Интерактив“ и „Дискавъри“ обединяват своите истории през годините. „Уорнър Брос“ е основана през 1923 г. от четиримата братя Хари, Албърт, Сам и Джак Л. Уорнър, утвърждавайки се като лидер в американската филмова индустрия, преди да се диверсифицира в анимация, телевизия и видеоигри, и една от „Големите пет“ американски филмови студия, член е и на Motion Picture Association. През 1965 г. „Търнър Броудкастинг Систъм“ е основана от Тед Търнър и базирана в Атланта, Джорджия. Година по-късно възниква „Киний Нешънъл Къмпани“ и нейното медийно подразделение става „Уорнър Комюникейшънс“, преди да се слее с „Тайм“ през 1990 г., за да стане „Тайм Уорнър“. През времето си като „Уорнър Комюникейшънс“ компанията прави редица допълнителни придобивания.
През 1979 г. „Уорнър“ създава съвместно дружество с компанията за кредитни карти „Американ Експрес“, наречено „Уорнър-Амекс Сателайт Ентъртейнмънт“. Тази компания притежава кабелни канали като Ем Ти Ви, „Никелодеон“, „Муви Ченъл“ и Ви Ейч Уан (който стартира през 1985 г. на каналното пространство, наследено от „Кейбъл Мюзик Ченъл“ на Търнър). „Уорнър“ купува половината от „Американ Експрес“ през 1984 г. и продава предприятието година по-късно на „Вайаком“, която го преименува на „Ем Ти Ви Нетуъркс“ (сега известна като „Парамаоунт Медия Нетуъркс“).
Междувременно „Кейбъл Едюкейшън Нетуърк“ е основана през 1985 г. и е преименувана на „Дискавъри Комуникейшън“ през 1994 г. „Скрипс Нетуъркс Интерактив“ е основана през 2008 г. и се отделя от кабелното подразделение на „Скрипс Къмпани“.
На 10 октомври 1996 г. „Тайм Уорнър“ придобива „Търнър Броудкастинг Систъм“, но по-късно компанията се слива с „Американ Онлайн“, за да създаде AOL Time Warner през 2001 г. и се връща обратно към името „Тайм Уорнър“ през 2003 г. „Тайм Уорнър“ отделя кабелното си подразделение (по-късно известно като „Спектрум“, собственост на „Чартър Комуникейшънс“) и AOL (сега собственост на Yahoo! Inc) през 2009 г. и „Тайм“ е отделена през 2013 г., която по-късно е придобита от „Мередит Корпорейшън“ през януари 2018 г. и сега е известна като „Дотдаш Мередит“. „Дискавъри Комуникейшън“ придобива „Скрипс Нетуъркс Интерактив“ през март 2018 г. и е преименувана на „Дискавъри“, докато Ей Ти енд Ти придобива „Тайм Уорнър“ през юни същата година. През март 2019 г. Ей Ти енд Ти разпуска „Търнър Броудкастинг Систъм“ като част от реорганизацията на своите медийни активи.

## Начало
На 16 май 2021 „Блумбърг Нюз“ съобщава, че Ей Ти енд Ти води преговори с „Дискавъри“ за сливане с „Уорнърмедия“, компанията майка на „Уорнър Брос“, за формиране на публично търгувана компания, споделяна между нейните акционери. На 17 май 2021 г. Ей Ти енд Ти обявява, че е съгласна да продаде дяла си в дъщерното дружество за медии и развлечения „Уорнърмедия“ (с предишно име „Тайм Уорнър“, което Ей Ти енд Ти придобива през 2018 г. за малко над 85 милиарда щатски долара) и да го слее с „Дискавъри“, за да създаде нова компания, която подлежи на регулаторно одобрение. Ей Ти енд Ти притежава 71% от новосъздадената компания, а „Дискавъри“ – 29%. Ей Ти енд Ти получава 43 милиарда щатски долара в брой и дълг при отделянето.
Новата компания е ръководена от изпълнителния директор на „Дискавъри“ Дейвид Заслав, докато ролята на изпълнителния директор на „Уорнърмедия“ Джейсън Килар е несигурна. Заслав заявява, че двете компании харчат 20 милиарда щатски долара годишно за съдържание (надминавайки „Дисни“, Netflix и Amazon). Целта на компанията е да разшири стрийминг услугите си, включително Ейч Би О Макс на „Уорнърмедия“, за да достигне 400 милиона абонати по целия свят. Заявено е, че компанията ще се стреми да постигне 3 милиарда щатски долара спестявания на разходи чрез синергии в рамките на две години.
На 1 юни 2021 г. е обявено, че обединената компания ще бъде известна като „Уорнър Брос Дискавъри“ и е представена междинна търговска марка с мотото „Нещата, от които са направени мечтите“ – цитат от филма на „Уорнър Брос“ от 1941 г. Малтийският сокол. Заслав обяснява, че компанията има за цел да бъде „най-иновативното, вълнуващо и забавно място за разказване на истории в света“ и ще комбинира „приказното стогодишно наследство от творческо, автентично разказване на истории и поемане на смели рискове, за да съживят най-невероятните истории“ на „Уорнър Брос“ с „почтеността, иновациите и вдъхновението“ на „Дискавъри“.
На 22 декември 2021 г. сделката е одобрена от Европейската комисия. Сделката е одобрена от Административния съвет за икономическа защита, бразилския антиръстов регулатор, на 7 февруари 2022 г., а два дни по-късно е одобрена и от Департамента по правосъдие на САЩ. На 11 март 2022 г. сливането е одобрено от акционерите на „Дискавъри“. Поради структурата на сливането не е необходимо отделно одобрение от акционерите на Ей Ти енд Ти.